# 四鯤鯓龍山寺

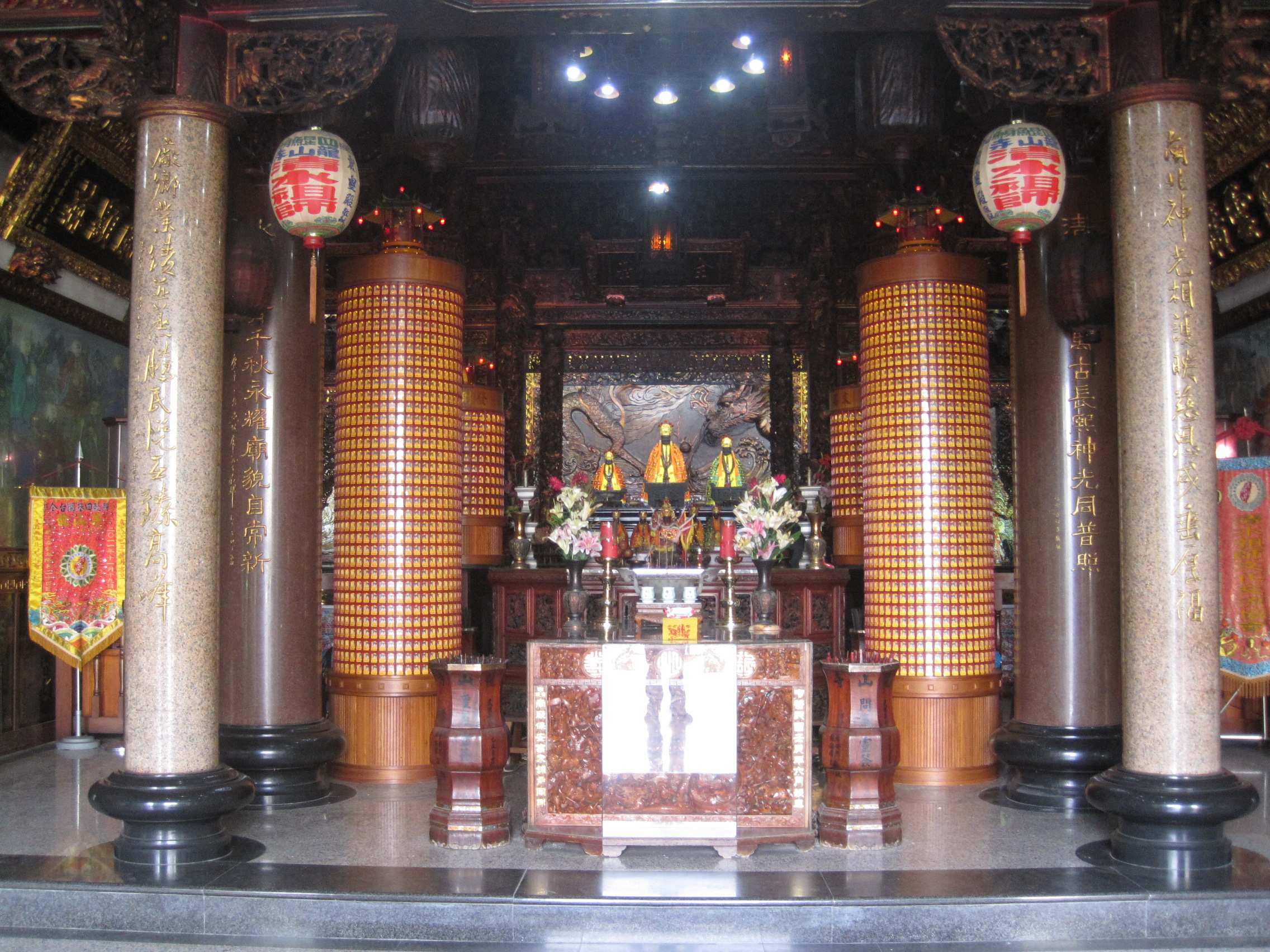
四鯤鯓龍山寺內景

全台開基四鯤鯓龍山寺，俗稱全台開基四鯤鯓祖師公廟，位於臺南市南區次分區四鯤鯓，為全臺灣首座最早主奉清水祖師的廟宇。

## 祀神
清水祖師、顯應祖師（鄉民尊稱為「清水二祖師」）、三平祖師、天上聖母、註生娘娘、福德正神、中壇元帥、虎爺等神祇。

## 簡史
明鄭永曆十九年（西元1665年），隨鄭延平王來臺的泉州府安溪縣軍民，自安溪清水巖迎來清水祖師神像、自安溪泰山巖迎來顯應祖師神像；漳州府平和縣移民自三平寺迎來「三平祖師」神像。合於四鯤鯓立廟祭拜，皆是虔誠奉祀。
歷經1801年、1862年、1876年、1913年、1948年等多次重建與擴建，最後一次是1987年重建，1990年竣工，如今廟貌輝煌。
本廟雖名為龍山寺，但為主奉清水祖師的廟宇。並非如其他龍山寺是主祀觀音菩薩。

## 特色
1. 門神彩繪：人物為四大鬼王，據了解是清水祖師所降伏的部將，由潘麗水先生所繪製。
2. 乞錢水：於農曆新年期間，將錢幣投入黑虎將軍前的盆中，換取盆中其他的錢幣，以作為錢母，保佑來年財運亨通。
3. 踏火：正月初六、清水祖師佛誕的重頭戲，光腳踏過燒紅的木炭堆，以祈求諸事平安。
4. 囝仔普：每年中元普渡時，除了一般的普度供品外，還特別以玩具來祭祀孤那些無主的小孩亡靈
5. 中秋搏餅：這習俗始於明鄭時期的部隊文化，這是為了讓將士們紓解離鄉背井之苦，而發明的遊戲。

## 先鋒官
為四鯤鯓龍山寺清水祖師的部將-中壇元帥（今四鯤鯓混元宮-黃家祖廟所奉祀），其原為龍山寺奉祀的神祇。相傳為解決四鯤鯓黃氏子民的豬母冤，而奉清水祖師之命令來到黃家祖廟與原祀川府千歲、酆都大帝的神祇一同鎮守。所以往後只要清水祖師有活動（生日、繞境……），四鯤鯓混元宮的中壇元帥都必須出來支援或是作為繞境隊伍的開路先鋒。

## 野史
械鬥及詛咒：四鯤鯓原為古台江內海的七個沙洲之一，所以自古以來往來府城在交通上非常不方便，要取得生活上的民生物品，都必須通過一交通要道-鹽埕（今鹽埕社區）。所以常有鹽埕人刁難四鯤鯓人的狀況發生，最嚴重的一次在府城大天后宮迎媽祖的活動，當時由於廟方為體恤鯤鯓人的路途遙遠而讓龍山寺清水祖師的隊伍先行離去，使得以鹽埕北極殿為首的鹽埕人不滿，而衍生出的械鬥，更甚至有相互詛咒的傳聞出現，之後鯤鯓人也不嫁娶鹽埕人。